# Bayannurosaurus
Bayannurosaurus perfectus is een plantenetende ornithischische dinosauriër, behorend tot de Euornithopoda, die tijdens het vroege Krijt leefde in het gebied van de huidige Volksrepubliek China.

## Vondst en naamgeving
In de zomer van 2013 voerde het Long Hao Institute of Geology and Paleontology in samenwerking met het Institute of Vertebrate Paleontology and Paleoanthropology opgravingen uit bij Chulumiao, in de vendel Urat, in het district Bayannur, in het westen van Binnen-Mongolië. Daarbij werd een skelet gevonden van een euornithopode.
In 2018 werd de typesoort Bayannurosaurus perfectus benoemd en beschreven door Xu Xing, Tan Qingwei, Gao Yilong, Bao Zhiqiang, Yin Zhigang, Guo Bin, Wang Junyou, Tan Lin, Zhang Yuguang en Xing Hai. De geslachtsnaam verwijst naar Bayannur. De soortaanduiding betekent "volmaakt" in het Latijn en verwijst naar de volledigheid van de vondst.
Het holotype, IMMNH PV00001, is gevonden in een laag van de Bayingebiformatie die dateert uit het vroege Aptien, ongeveer 125 miljoen jaar oud. Het bestaat uit een vrijwel compleet skelet van een volwassen dier. Het bewaart de volledige staartreeks. Het skelet ligt in anatomisch verband, alsof het dier een lopende beweging uitvoert. Veel van de beenderen zijn echter gekraakt en beschadigd.

## Beschrijving
Bayannurosaurus heeft een lichaamslengte van negen meter.
De beschrijvers wisten enkele onderscheidende kenmerken vast te stellen. Sommige daarvan zijn autapomorfieën, unieke afgeleide kenmerken. Het jukbeen heeft een robuuste, iets naar voren gekromd tak richting postorbitale, en een achterste bandvormige tak die schuin naar boven gericht is. De kegelvormige duimklauw is ongeveer even lang als breed. Bij het darmbeen is het voorblad horizontaal gericht.
Daarnaast is er een unieke combinatie van op zich niet unieke kenmerken. Aan de voorste binnenrand van de praemaxilae draagt de snijrand schijntandjes onder een ondiepe groeve die langs de rand loopt. De snijrand van de bovensnavel is sterk afhangend. Het bovenkaaksbeen heeft iets boven de onderrand een cirkelvormige uitholling, het restant van de fenestra antorbitalis. De voorste tak van het bovenkaaksbeen is gevorkt met een verheven bovenste uitsteeksel. De achterste tak van het bovenkaaksbeen is langwerpig en staat duidelijk af van de opgaande tak. De achterste insnoering van het jukbeen is iets hoger dan de voorste insnoering. Het supraoccipitale raakt het achterhoofdsgat niet. De processus coronoides van de onderkaak helt naar achteren en heeft een smalle vingervormige top. De tandkronen hebben meerdere horizontale rimpels. De buitenzijde van de maxillaire tanden heeft een verticale hoofdrichel en één of twee evenwijdige secundaire richels. Iedere tandkas van de onderkaak bevat één vervangingstand en één functionele tand. De dentaire tanden hebben een zwak gevormde hoofdrichel die iets naar achteren op de kroon ligt. De middelste dentaire vervangingstanden zijn 1,85 maal zo hoog als breed. De halswervels zijn sterk opisthocoel, bol van voren en hol van achteren. De ruggenwervels zijn amfiplat, aan beide zijden plat. De allerachterste startwervels zijn procoel, hol van voren, met een trapeziumvormig profiel in bovenaanzicht. Het schouderblad is sterk naar boven toe verwijd. Bij het opperarmbeen steekt de deltopectorale kam naar voren toe. De carpalia van de pols zijn vergroeid tot een massief blok. Het achterblad van het darmbeen heeft een sterk bolle bovenrand. Het blad van het schaambeen is overdwars dun en sterk verticaal verbreed. Het zitbeen heeft een rechte schacht. De onderste gewrichtsknobbels van het dijbeen zijn sterk van voor naar achter verbreed. De derde vinger en derde teen dragen hoefvormige klauwen.

## Fylogenie
Bayannurosaurus is binnen de Iguanodontia in de Ankylopollexia geplaatst, boven Ouranosaurus in de stamboom en als zustertaxon van de Hadrosauriformes.